# 阿道夫·盧·希特勒·馬拉克
阿道夫·盧·希特勒·朗薩·馬拉克（英語：Adolf Lu Hitler Rangsa Marak；1958年—），印度政治人物，國大黨籍，曾任梅加拉亞邦環境部長。
他在2003年2月的梅加拉亞邦議會選舉中以300多票之差輸給了Zenith Sangm。2003年6月27日，他因與被取締的激進組織保持聯繫而被捕，大約一個月後被保釋。他在2008年的梅加拉亞邦議會選舉選舉中重新成為勝利者。
2013年2月馬拉克再次競選梅加拉亞邦的議會議員，與其他一些名字奇特的候選人競爭，例如弗蘭肯斯坦·莫明和比利小子·桑瑪。